# 小坂川健三郎
小坂川 健三郎（こさかがわ けんざぶろう、1921年5月30日 - 没年不明）は、秋田県鹿角郡小坂町出身で立浪部屋（入門時は春日山部屋）に所属した大相撲力士。本名は葛西 健三郎（かさい けんざぶろう）。得意手は右四つ、寄り、投げ。現役時代の体格は177cm、98kg。最高位は西前頭17枚目（1949年10月場所・1952年9月場所）。

## 来歴・人物
小学校を卒業後、地元の鉱山で働いていたが、1936年秋に春日山部屋へ入門。
1937年5月場所で初土俵を踏み、翌年1月、故郷の地名に因んだ「小坂川」の四股名で序ノ口に付いた。
以後、廃業まで1度も改名しなかった。
幕下時代の1942年に召集され、4年のブランクが出世に大きく響いた。復員後は立浪部屋に移籍し、1947年6月場所で十両に昇進した。
その後、1949年10月場所で新入幕。幕内は計5場所務めたが、2場所で7勝を挙げたのが最高成績で、1度も勝ち越す事なく終わった。
1953年1月場所を最後に幕内から遠ざかり、以後は暫く十両に在ったが、幕下に落ちた1955年3月場所限りで廃業した。
引退後の消息は不明であるが、1971年の雑誌記事ではすでに死去したと記されている。

## 主な戦績
- 通算成績：197勝214敗21休 勝率.479
- 幕内成績：25勝50敗 勝率.333
- 現役在位：36場所（番付外1場所を含む）
- 幕内在位：5場所

### 場所別成績
| 1937年 （昭和12年） | x                    | x                      | （前相撲）                | x                 |
| 1938年 （昭和13年） | 東序ノ口32枚目 1–5–1 | x                      | 西序二段45枚目 休場 0–0–7 | x                 |
| 1939年 （昭和14年） | 東序二段61枚目 5–2   | x                      | 東三段目52枚目 5–3        | x                 |
| 1940年 （昭和15年） | 西三段目31枚目 7–1   | x                      | 東幕下32枚目 5–3          | x                 |
| 1941年 （昭和16年） | 西幕下17枚目 4–4     | x                      | 西幕下15枚目 4–4          | x                 |
| 1942年 （昭和17年） | 東幕下16枚目 – 兵役  | x                      | x                         | x                 |
| 1943年 （昭和18年） | x                    | x                      | x                         | x                 |
| 1944年 （昭和19年） | x                    | x                      | x                         | x                 |
| 1945年 （昭和20年） | x                    | x                      | x                         | x                 |
| 1946年 （昭和21年） | x                    | x                      | x                         | 幕下 5–1–1        |
| 1947年 （昭和22年） | x                    | x                      | 西十両11枚目 4–6          | 東十両12枚目 7–4  |
| 1948年 （昭和23年） | x                    | x                      | 西十両4枚目 3–8           | 東十両13枚目 7–4  |
| 1949年 （昭和24年） | 東十両6枚目 9–4      | x                      | 東十両筆頭 10–5           | 西前頭17枚目 7–8  |
| 1950年 （昭和25年） | 東前頭18枚目 7–8     | x                      | 東前頭19枚目 2–13         | 西十両6枚目 9–6   |
| 1951年 （昭和26年） | 西十両2枚目 4–11     | x                      | 西十両8枚目 5–10          | 西十両12枚目 13–2 |
| 1952年 （昭和27年） | 西十両筆頭 8–7       | x                      | 東十両筆頭 9–6            | 西前頭17枚目 5–10 |
| 1953年 （昭和28年） | 東前頭20枚目 4–11    | 東十両4枚目 7–8        | 東十両5枚目 9–6           | 東十両2枚目 6–9   |
| 1954年 （昭和29年） | 西十両5枚目 5–10     | 西十両10枚目 5–10      | 西十両17枚目 8–7          | 西十両15枚目 5–10 |
| 1955年 （昭和30年） | 東十両21枚目 3–8–4   | 東幕下8枚目 引退 0–0–8 | x                         | x                 |
| 各欄の数字は、「勝ち-負け-休場」を示す。 優勝 引退 休場 十両 幕下 三賞：敢=敢闘賞、殊=殊勲賞、技=技能賞 その他：★=金星 番付階級：幕内 - 十両 - 幕下 - 三段目 - 序二段 - 序ノ口 幕内序列：横綱 - 大関 - 関脇 - 小結 - 前頭（「#数字」は各位内の序列） |                      |                        |                           |                   |

### 幕内対戦成績
| 力士名 | 勝数 | 負数 | 力士名 | 勝数 | 負数 | 力士名 | 勝数 | 負数 | 力士名   | 勝数 | 負数 |
| ------ | ---- | ---- | ------ | ---- | ---- | ------ | ---- | ---- | -------- | ---- | ---- |
| 朝若   | 0    | 1    | 五ッ洋 | 0    | 1    | 大江戸 | 1    | 1    | 大熊     | 1    | 0    |
| 大ノ海 | 0    | 1    | 大蛇潟 | 1    | 0    | 甲斐錦 | 2    | 1    | 甲斐ノ山 | 2    | 0    |
| 神錦   | 0    | 1    | 国登   | 0    | 1    | 琴ヶ濱 | 0    | 1    | 信夫山   | 1    | 1    |
| 嶋錦   | 0    | 1    | 大天龍 | 0    | 1    | 大龍   | 1    | 0    | 玉ノ海   | 0    | 1    |
| 常ノ山 | 0    | 3    | 輝昇   | 1    | 1    | 十勝岩 | 0    | 1    | 鳴門海   | 0    | 3    |
| 緋縅   | 0    | 1    | 備州山 | 0    | 1    | 広瀬川 | 1    | 1    | 藤田山   | 1    | 4    |
| 二瀬山 | 1    | 2    | 増巳山 | 0    | 1    | 宮城海 | 1    | 1    | 八方山   | 1    | 2    |
| 吉井山 | 2    | 3    | 芳ノ里 | 2    | 0    | 若潮   | 1    | 0    | 若瀬川   | 0    | 1    |
| 若ノ花 | 0    | 1    |        |      |      |        |      |      |          |      |      |